# Фаунтен-Н-Лейк (Міссурі)
Фаунтен-Н-Лейк (англ. Fountain N' Lakes) — селище (англ. village) в США, в окрузі Лінкольн штату Міссурі. Населення — 169 осіб (2020).

## Географія
Фаунтен-Н-Лейк розташований за координатами 38°58′8″ пн. ш. 90°50′57″ зх. д. / 38.96889° пн. ш. 90.84917° зх. д. (38.968906, -90.849255).  За даними Бюро перепису населення США в 2010 році селище мало площу 0,37 км², уся площа — суходіл.

## Демографія
Згідно з переписом 2010 року, у селищі мешкало 165 осіб у 62 домогосподарствах у складі 47 родин. Густота населення становила 447 осіб/км².  Було 71 помешкання (192/км²).
Расовий склад населення:
| - 95,8 % — білих - 1,8 % — осіб інших рас |

До двох чи більше рас належало 2,4 %. Частка іспаномовних становила 2,4 % від усіх жителів.
За віковим діапазоном населення розподілялося таким чином: 21,8 % — особи молодші 18 років, 69,7 % — особи у віці 18—64 років, 8,5 % — особи у віці 65 років та старші. Медіана віку мешканця становила 40,9 року. На 100 осіб жіночої статі у селищі припадало 98,8 чоловіків;  на 100 жінок у віці від 18 років та старших — 89,7 чоловіків також старших 18 років.
Середній дохід на одне домашнє господарство  становив 38 784 долари США (медіана — 38 333), а середній дохід на одну сім'ю — 34 865 доларів (медіана — 37 708). За межею бідності перебувало 33,7 % осіб, у тому числі 55,3 % дітей у віці до 18 років та 0,0 % осіб у віці 65 років та старших.
Цивільне працевлаштоване населення становило 119 осіб. Основні галузі зайнятості: виробництво — 29,4 %, роздрібна торгівля — 16,0 %, науковці, спеціалісти, менеджери — 15,1 %.